# كبوسين ثلاثي الألوان
كبوسين ثلاثي الألوان (الاسم العلمي:Tropaeolum tricolor) هو نوع من النباتات يتبع جنس الكبوسين من الفصيلة الكبوسينية.